# Monolepta sharonae
Monolepta sharonae is een keversoort uit de familie bladkevers (Chrysomelidae). De wetenschappelijke naam van de soort werd in 2005 gepubliceerd door Oldfield Thomas Wagner.